# متولد جهنم (فیلم ۲۰۱۰)
متولد جهنم (به انگلیسی: Born to Raise Hell) یک فیلم اکشن آمریکایی محصول سال ۲۰۱۰ به کارگردانی لورو چارتران با بازی استیون سیگال، درن شهلوی و کلاودیو بلئونتس است.

## انتشار فیلم
این فیلم ۹۸ دقیقه‌ای که با بودجه حدود ۱۰ میلیون دلاری ساخته شده است سر انجام به طور رسمی در تاریخ ۱۹ آوریل ۲۰۱۱ فیلم ویدئویی در ایالات متحده آمریکا منتشر شد.